# یواس‌اس اونیدا (۱۸۶۱)
یواس‌اس اونیدا (۱۸۶۱) (به انگلیسی: USS Oneida (1861)) یک کشتی بود که طول آن ۲۰۱ فوت ۵ اینچ (۶۱٫۳۹ متر) بود. این کشتی در سال ۱۸۶۱ ساخته شد.